# Compadre
Compadre es un término que proviene del latín tardío compăter, esto es co-padre, palabra compuesta del prefijo "co-" que indica reunión, cooperación o agregación, y padre, por lo que etimológicamente significaría "quien coopera con el padre". Dentro de los sistemas de parentesco religiosos del catolicismo, se nombra compadre al padrino de un niño respecto de los padres de este. En caso de tratarse de mujer se denomina madrina, por lo que los padres se referirán a ella como "comadre". Es un término usado primordialmente dentro del contexto latino. Entre los compadrazgos suele ser el más importante el de bautizo, sin embargo también se utiliza para los de confirmación o primera comunión.
- La relación del compadre suele ser la confirmación de una relación de amistad, por lo que en México se ha extendido su uso a muchos otros padrinazgos, aunque no tengan relación con los sacramentos. Se utiliza también el vocablo "compadre" entre el padre del esposo y el de la esposa, que en otros contextos se denomina consuegro. Aun así, su uso en México es bastante laxo, y  se utiliza el mismo término, "compadre", a tal grado, que se les podría llamar de esta manera a un completo desconocido (mucho más usual de hombre a hombre de edades parecidas), siendo más similar su uso en este caso a un simple "tú" que a un "amigo".
- En Chile, el término "compadre" es probablemente el más utilizado a la hora de referirse a un "amigo".
- En Perú, es muy usado también "compadre" cuando se refiere a un amigo y de cariño "compadrito".
- En España, se utiliza la palabra "compadre" como jerga urbana para referirse a un individuo cercano con el que mantienes una relación de amistad, aunque también es aceptado llamar "compadre" a un desconocido. Es usado más comúnmente por el pueblo gitano en España.

#### Otros usos
También puede llamársele "compadre", "compare", "compadrote", "compadrito", "compae", "ompare" (en Jerez), "cumpai", "compai", "compa", "compayito", "compi" o "compita" a un amigo.